# Eudorina
Eudorina ist eine Algen-Gattung aus der Klasse der Chlorophyceae.

## Beschreibung
Eudorina bildet freischwimmende ovale bis kugelförmige Kolonien aus meist 32, seltener 8, 16 oder 64 Einzelzellen, die deutlich voneinander entfernt in der Peripherie einer gemeinsamen Gallerte liegen. Die Zellen sind meist in mehreren Kränzen (Etagen) angeordnet. Vorne befindet sich ein vierzelliger Kranz, zentral befinden sich drei achtzellige Kränze und hinten liegt ein weiterer vierzelliger Kranz. Diese Beschreibung gilt für eine 32-Zell-Kolonie. Im Aufbau entsprechen die Zellen denen von Chlamydomonas. In den Kolonien gibt es manchmal ein Vorder- und Hinterende, wobei die vorderen Zellen größere Augenflecken haben. Die Zellen erreichen eine Länge von 16 bis 24 µm, die Kolonien eine Länge von 60 bis 200 µm.

## Fortpflanzung
Die ungeschlechtliche Vermehrung erfolgt folgendermaßen: Jede Zelle einer Kolonie (bei manchen Arten nicht die Zellen des vorderen Kranzes) bilden nach drei bis sechs Zellteilungen innerhalb der Gallerte eine Tochterkolonie, die nach einer Inversion (Umstülpung) freigesetzt wird.
Die geschlechtliche Fortpflanzung erfolgt durch Anisogamie oder Oogamie (Eibefruchtung). Die gelbe glattwandige Dauerzygote verbleibt zunächst in der Gallerte der Mutterkugel; sie keimt unter Reduktionsteilung und entlässt bei der Keimung eine oder mehrere begeißelte Zellen.

## Verbreitung
Eudorina lebt planktisch in oligo- bis eutrophen stehenden Gewässern.

## Arten (Auswahl)
- Eudorina californica
- Eudorina elegans
- Eudorina indica
- Eudorina unicocca